# Karsta Lowe

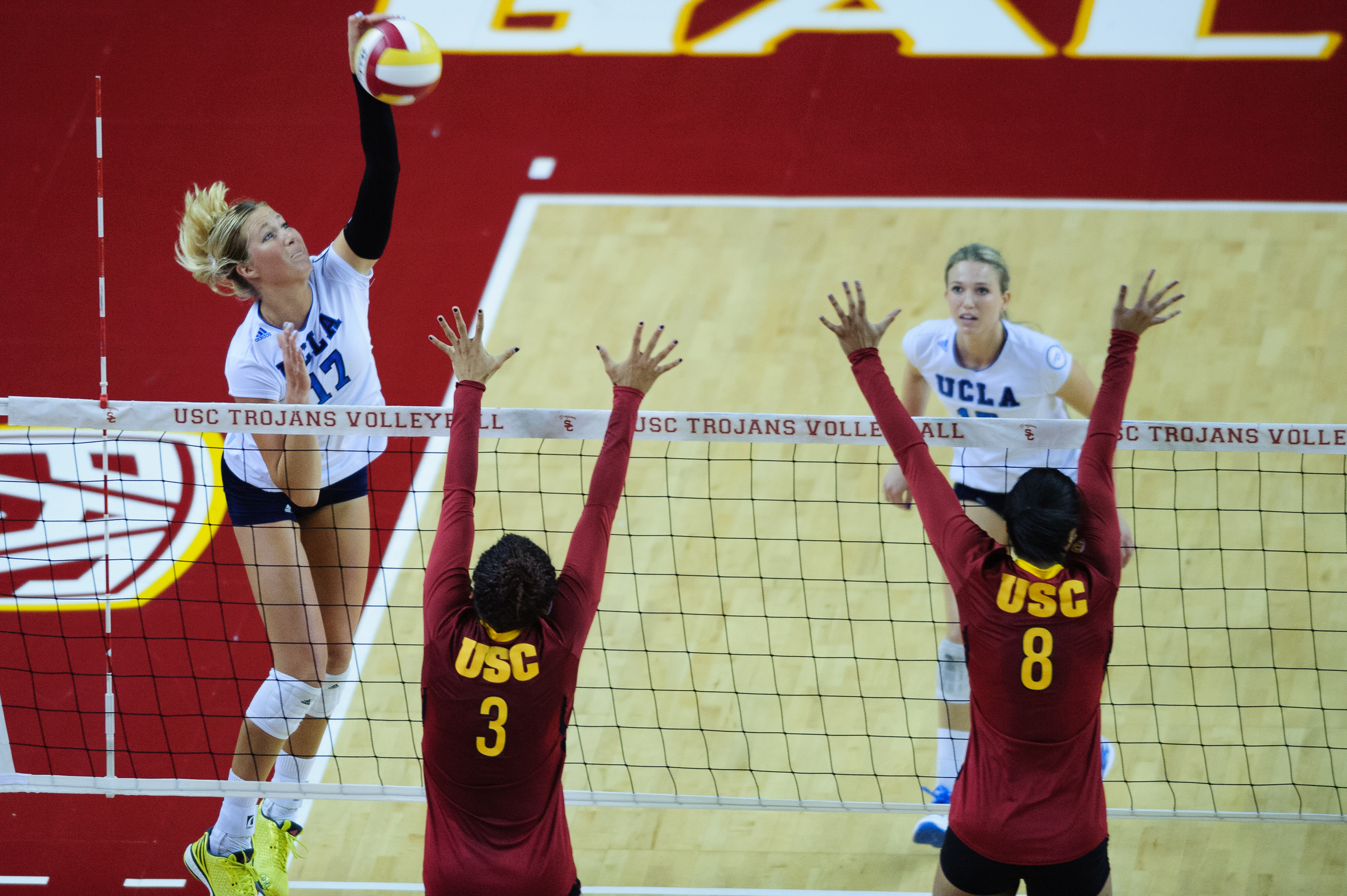
Karsta Lowe podczas ataku z prawego skrzydła w barwach UC Los Angeles

Karsta Lowe (ur. 2 lutego 1993 w San Diego) – amerykańska siatkarka, reprezentantka kraju, grająca na pozycji atakującej. 

## Przebieg kariery
| Sezon                     | Klub                        |
| ------------------------- | --------------------------- |
| 2011/2012                 | UC Los Angeles              |
| 2012/2013                 | UC Los Angeles              |
| 2013/2014                 | UC Los Angeles              |
| 2014/2015 (od 20.02.2015) | Changas de Naranjito        |
| 2015/2016                 | Unedo Yamamay Busto Arsizio |
| 2016/2017                 | Beijing BAW                 |
| 2018/2019 (od 07.01.2019) | Imoco Volley Conegliano     |
| 2019/2020                 | Unet E-Work Busto Arsizio   |
| 2021/2022 (od 14.04.2022) | Changas de Naranjito        |
| 2022/2023                 | JT Marvelous                |

## Sukcesy klubowe
Mistrzostwo Włoch:
- 2019

Liga Mistrzyń:
- 2019

## Sukcesy reprezentacyjne
Grand Prix:
- 2015
- 2016

Puchar Świata:
- 2019
- 2015

Mistrzostwa Ameryki Północnej, Środkowej i Karaibów:
- 2015
- 2019

Igrzyska Olimpijskie:
- 2016

Puchar Panamerykański:
- 2019

## Nagrody indywidualne
- 2015: MVP Grand Prix
- 2019: Najlepsza atakująca Mistrzostw Ameryki Północnej, Środkowej i Karaibów